# Palazzo Vitelleschi
Palazzo Vitelleschi, conhecido atualmente como Palazzo del Conservatorio delle Pericolanti, é um palácio localizado na altura do número 88 da Via Garibaldi (antiga Piazza delle Fornaci), perto da Porta Settimiana, no rione Trastevere de Roma. 

## História e descrição
Este palácio foi construído no século XVIII para os Nobili Vitelleschi e adquirido em 1794 pelo papa Pio VI para sediar o Conservatorio di San Giuseppe, antiga Casa di Carità, fundada em 1788, do qual era protetor e cuja sede ficava no piso nobre do Palazzo Pizzirani, na Piazza di Santa Maria in Trastevere.
Um placa ainda hoje afixada no portal de entrada recorda o fato: "PIUS SEXTUS PONTIFEX MAXIMUS PUELLAS URBANAS EGESTATE PERICLITANTES EXTRUCTO PARTHENONE SERICORUM OPIFICIIS ADHIBERI CURAVIT A MDCCLXXXXII PONT SUI XVIII ARBITRATU FABR RUFI S AER PRÆF" ("Pio VI, pontífice máximo, construiu um abrigo para jovens, cuidou para que elas fossem destinadas às oficinas da seda as moças de Roma em perigo por causa da pobreza no ano de 1792, 18º de seu pontificado, encarregando Fabrzio Rufo, prefeito do erário"). O Conservatorio, chamado por conta disto de "delle Pericolanti" ("das em perigo"), destinou uma parte do edifício a uma roca de fiar hidráulica para a produção da seda, trabalho ao qual se dedicavam as moças que ali viviam; o objetivo era tornar o Conservatorio independente do subsídio papal. Depois da unificação da Itália (1870), o Conservatorio foi suprimido e o palácio, vendido. Em 1910, foram realizadas várias obras de restauração sob os cuidados da Casa di Risparmio como recorda uma segunda placa, esta afixada no pátio interno: "RIALZATO L'EDIFICIO E COSTRUTTA LA NUOVA CORSIA RESTAURATI IN PIÙ PARTI TUTTI I LOCALI NEL MCMX COL FONDO DI LIRE TRENTAMILA MUNIFICENZA COSPICUA DELLA CASSA DI RISPARMIO DI ROMA". A porção original do edifício, em dois pisos, se apresenta com janelas arquitravadas no primeiro e se abre num portal, também arquitravado, no térreo, flanqueado por janelas semi-circulares.